# 小雲
小雲（Little Cloud），畢業於香港中文大學藝術系，香港漫畫家、插畫家兼時裝設計師、電子遊戲角色設計師。
香港動漫畫聯會成員，並擔任大學的漫畫導師及各地漫畫活動的主講嘉賓及比賽評判。
作品以清新細膩、世界觀宏大、故事劇情恢弘、細節豐富見稱，曾被譯成多國語言。
繪畫風格以彩色手繪、水彩、國畫为主，遊戲角色設定以CG作畫。

## 經歷
12歲開始以「小雲」為筆名投稿香港動漫雜誌《A-CLUB》，為編輯及讀者所熟悉。1999年7月首部漫畫單行本《2nd Journey》於香港書展發售。2000年於《A-CLUB》連載首部商業漫畫作品《Cheese》。其後於香港、中國及法國等地連載及發表作品。
代表作《匿龍密語》(2015年授權法國出版法文版單行本/2011年始授權「漫友」連載及全國發行單行本/2003-現在於香港出版中)。
2010年1月起於中國漫畫雜誌《漫友》（漫友文化）和《天漫》（天聞角川）執筆。
2013年9月起於香港公開大學任教。
2016年8月起於香港大學持續進修中心HKU Space任教。

## 漫畫/畫集
- 長篇漫畫《匿龍密語(2015年授權法國出版法文版單行本)
- 長篇漫畫《匿龍密語外傳4《始於終.時間的軌跡》（繁體版2013年8月於香港發行/月之帆MurmurMoonsail）；
- 長篇漫畫《匿龍密語外傳1~3》（繁體版2007年8月至2010年2月於香港發行）；（簡體版2012年8月全中國發行/漫友文化）
- 長篇漫畫《匿龍密語》（2005年8月於香港發行/冬日社）；（簡體版2011年8月全中國發行/漫友文化）
- 小雲畫集《行雲流水》（2012年6月20日/天聞角川） ISBN 978-7-5356-5364-2
- 彩色漫畫《幻想地誌》(2012/中國漫畫雜誌「天漫」/天聞角川)** 收錄於畫集《行雲流水》
- 中篇彩色漫畫《喵Mail》(2005-2006/香港兒童雜誌「良友之聲」/良友之聲出版社)
- 中篇彩色漫畫《Hide&Seek》(2004-2005/香港漫畫雜誌「SpeedUP」/火狗工房)
- 短篇漫畫《Snowy Waltz》（2004年/中國漫畫雜誌「糖果子」/冬日社）
- 彩色漫畫專欄《行雲流水》(2003-2004/中國漫畫教學誌「漫畫家」/冬日社)
- 長篇漫畫《Skywards》(2003-2004/中國漫畫雜誌「漫人迷」/樂文社)
- 中篇漫畫《Cheese》(2000/香港動漫畫綜合誌「A-CLUB」大業出版有限公司)
- 長篇漫畫《2nd Journey》單行本Vol.1~2(1999-)

## 小說/插畫
- 遊戲角色設定及插圖《彈丸三界》(2015)
- 遊戲角色設定及插圖《星夢The Chronicles of Ninia》(2014)
- 小王子@人文學科‧info（2005/ 香港中文大學文學院&香港教育圖書公司）
- 逝去的精靈 作者:童文（2010年發行/ 香港新雅圖書出版社）
- 超時空守護人系列 作者:桃默（2010-2015年發行/ 香港新雅圖書出版社）
- 觸·動心靈系列 作者:利倚恩（2010-2015年發行/ 香港山邊出版社）
- 超神戰紀系列 作者:桃默（2012年發行/ 香港新雅圖書出版社）
- 偷不走的寶石 作者:雅紀（2009年/台灣 無限迴圈）
- 西遊記 吳承恩（2010年發行/ 香港新雅圖書出版社）
- 三國演義 羅貫中（2010年發行/ 香港新雅圖書出版社）
- 水滸傳 施耐庵（2010年發行/ 香港新雅圖書出版社）
- 紅樓夢 曹雪芹（2010年發行/ 香港新雅圖書出版社）

## 同人誌

### 月之帆MurmurMoonsail
以個人社團"月之帆MurmurMoonsail"名義出版
- 《小雲畫集 Flyin'Cloud雲遊》(2014年2月於香港出版) 動漫彩圖畫集
- 《Yesterday Once More+Time after Time 再錄本》(2010年3月於香港出版) 懷舊動畫草圖本
- 《WAW We Are the World》（2009年10月1日於香港出版）APH雙人誌 With FuYu
- 《Stay Here 夏目友人帳プチオンリー記念アンソロジー》（2009年11月1日於日本出版）夏目友人帳合同誌
- 《Rain‧Rainbow》（2004年8月於香港出版）鋼之鍊金術師雙人誌 With FuYu

### Rainbow Fantasia
以社團"Rainbow Fantasia"名義出版
- 《Aozara 青空》（1998年8月）魔神英雄傳20週年記念本
- 《Dream Adventure》（1998年8月）魔神英雄傳本
- 《Prismatic Myth》（2000年8月）魔神英雄傳本
- 《Iridescent Era》（2001年8月）魔神英雄傳畫集
- 《Lomus》（2002年8月）Harry Potter本
- 《Halfway House》（2003年8月）個人誌2nd Journey的公式FANBOOK
- 《A Ring of Truth》（2004年2月）Lord of the Rings本
- 《Set Free》（2004年8月）Harry Potter親世代本
- 《Yesterday Once More》（2005年2月）懷舊動畫草圖本
- 《魔劍榮光伝ワタノレ》（2005年8月）魔神、魔動王本

### 其他
以社團"Cosmosic"名義出版
- 《劍華清影》(1995年)
- 《2nd Journey》於Cosmosic及漫畫帝國中連載

## 講座/畫展

### 講座
- 2016年獲邀於香港「動漫基地」作現場示範、原畫展出及漫畫家簽名會。
- 2016年於香港大學SPACE中國商業學院作「動漫設計師的職業路徑」講座。
- 2015年第四屆亞太區插畫及動漫論壇（澳門威尼斯人金光會展中心），獲邀作為香港漫畫家代表作講座。
- 2015年第十六屆國際漫畫家大會（於韓國大田市舉辦），作為香港漫畫家代表發言。
- 2015年小雲分享會及簽名會「成為漫畫家之道」於漫畫展ADSL17（於廣州1850創意園）。
- 2013年創作分享會嘉賓，於澳門IF文化祭（澳門新馬路金碧文娛中心）
- 2013年創作分享講座，於漫畫展Comic World（九龍灣國際展貿中心）
- 2011年第一屆「香港漫畫研習營」之講師及評審（香港數碼娛樂協會及香港生產力促進局聯辦）

### 畫展
- 原畫展：2016年於香港「動漫基地」並作現場示範。
- 小雲個人畫展：於廣州1850創意園，2015年7月漫畫展ADSL17
- 參展香港動漫嘉年華：2013年於香港維多利亞公園
- 小雲畫展in Comic World HK34：2012年8月於香港九龍灣國際展貿中心三樓展貿聽2展出。
- 世界樹：2003年2月於香港中文大學邵逸夫展覽館展出。
- 誠明漫畫展：2002年於香港中文大學誠明館展出。

## 外部連結
- （繁體中文）小雲個人網站Murmur Moonsail月之帆 （页面存档备份，存于）
- （繁體中文）匿龍密語官方網站DragonAxiom Official Site （页面存档备份，存于）
- （繁體中文）小雲的Facebook專頁
- （简体中文）小雲的新浪微博
- （繁體中文）小雲的Plurk專頁